# 1-й батальон лёгких танков
1-й батальон лёгких танков (пол. 1 Batalion Czolgow Lekkich) — подразделение армии Польши в период Второй мировой войны. Сформирован 24 — 26 августа 1939 года. Находился в подчинении армии «Пруссы». Участвовал в боях с немецкими войсками. Сложил оружие 20 сентября 1939 года.

## Боевой и численный состав
Батальон имел 49 экипажей, сформированных в три роты по 16 танков 7ТР в каждой. В ротах по три взвода по 5 экипажей и один командирский экипаж на танке 7ТР. В технической роте один взвод технического обслуживания. Экипаж командира батальона также на танке 7ТР.

## Командный состав батальона
- командир батальона: майор Адам Кубин (пол. Adam Kubin)
- офицер по операциям и разведке: капитан Казимеж Розен-Завадский (пол. Kazimierz Rosen-Zawadzki)
- командир 1-й роты: капитан Антон Сикорский (пол. Antoni Sikorski )
- командир 2-й роты: капитан Мариан Горский (пол. Marian Górski )
- командир 3-й роты: капитан Стефан Кособуцкий (пол. Stefan Kossobudzki )
- командир технической роты: капитан Вацлав Меч (пол. Wacław Mech )